# 천싱선
천싱선(중국어 간체자: 陈省身, 정체자: 陳省身, 병음: Chén Xǐngshēn, 한자음: 진성신, [tʂʰən.ɕiŋ.ʂən], 영어: Shiing-Shen Chern, 1911년 10월 26일 ~ 2004년 12월 3일)은 중국 출신의 미국의 수학자로서, 20세기 미분기하학의 선구자들 중 한 명이다. 미국의 저명한 수학자인 제임스 해리스 사이먼스와 함께 천-사이먼스 이론과 천-사이먼스 형식을 증명한 것으로도 유명하다.

## 생애
중국 저장성에서 태어났고, 1930년 톈진 난카이 대학교와 1934년 칭화 대학교 대학원을 졸업하였으며, 1936년 독일 함부르크 대학교에서 박사 학위를 취득한 후, 1937년 칭화 대학교 교수가 되었다.
그 후, 미국으로 건너가서 프린스턴 대학교 등에서 강의를 하였다. 수학 발전에 이바지한 공로를 인정받아서 1975년 미국 과학상을 수상했으며, 1983년에는 울프 수학상을 수상하였다. 2000년 난카이 대학교 교수로 임명되었으나, 2004년 12월 3일 사망하였다.
국제천문학회 소행성 명명 위원회는 그의 업적을 기려서, 소행성 1998C S2를 29552 천으로 명명하였다.

## 학력
- 1923년~1926년: 부륜 고등학교 (졸업)
- 1926년~1930년: 난카이 대학교 (학사)
- 1932년~1934년: 칭화 대학교 (석사)
- 1934년~1936년: 함부르크 대학교 (박사)

## 주요 업적
천싱선은 미분기하학의 거의 모든 분야들을 연구하였다. 그 가운데 제임스 해리스 사이먼스와 함께 1974년 저술한 천-사이먼스 형식은 현재 수학과 이론물리학에서 가장 널리 연구되는 주제들 중 하나이다.(천-사이먼스 형식 덕분에 사이먼스는 오즈월드 베블런 기하학상을 수상했다.) 또한 벡터 다발의 곡률과 특성류의 관계에 관한 천-베유 이론, 함수적 천 특성류 등의 업적들을 남겼다.

## 같이 보기
- 미분기하학
- 천-사이먼스 이론
- 천-사이먼스 형식

## 참고 문헌
- O’Connor, John J.; Robertson, Edmund F. (1997년 11월). “Shiing-shen Chern”. 《MacTutor History of Mathematics Archive》 (영어). 세인트앤드루스 대학교.
- “Shiing-Shen Chern”. 《수학 계보 프로젝트》 (영어). 미국 수학회.
- 홍순도 (2004년 12월 4일). “세계적 수학자 中 천성선 사망”. 문화일보.
- Sanders, Robert (2004년 12월 6일). “Renowned mathematician Shiing-Shen Chern, who revitalized the study of geometry, has died at 93 in Tianjin, China” (영어). UC Berkeley Press Release.
- Jackson, Allyn; Dieter Kotschick (2011년 10월). “Interview with Shiing Shen Chern” (PDF). 《Notices of the American Mathematical Society》 (영어) 45 (7): 860–865.
- Yau, Shing-tung (2006년 3월). “Chern's Work in Geometry” (PDF). 《Asian Journal of Mathematics》 (영어) (International Press) 10 (1): v–xii. 2011년 7월 13일에 원본 문서 (PDF)에서 보존된 문서. 2009년 12월 29일에 확인함.
- Wu, H. (2009년 4월). “Shiing-shen Chern: 1911–2004”. 《Bulletin of the American Mathematical Society》 (영어) 46 (2): 327–338. doi:10.1090/S0273-0979-08-01219-6.
- Yau, Shing-Tung (2011년 10월). “Shiing-Shen Chern (1911–2004)” (PDF). 《Notices of the American Mathematical Society》 (영어) 58 (9): 1226–1249.